# Virginia Gilder
Virginia Anne Gilder (Nueva York, 4 de junio de 1958), también conocida como Ginny Gilder, es una exremera estadounidense que ganó una medalla de plata olímpica. Gilder es copropietaria de Seattle Storm, un equipo de baloncesto femenino profesional de la WNBA.

## Primeros años
Gilder es hija de Richard Gilder y creció en Upper East Side, Manhattan, donde asistió a la Escuela Chapin. Para la escuela secundaria, asistió a un internado y se graduó un año antes. Gilder pasó a estudiar historia en la Universidad Yale, graduándose en 1979.

## Carrera deportiva
Gilder fue seleccionada para el equipo olímpico de Estados Unidos en 1980, el año que los Estados Unidos boicotearon los Juegos Olímpicos de Moscú, Rusia. Ganó una medalla de bronce en la categoría de scull individual en el Campeonato Mundial de Remo de 1983. En los Juegos Olímpicos de 1984, celebrados en Los Ángeles, California, ganó una medalla de plata en la categoría de cuatro ''scull''.